# Rajendra Nagar (Delhi)

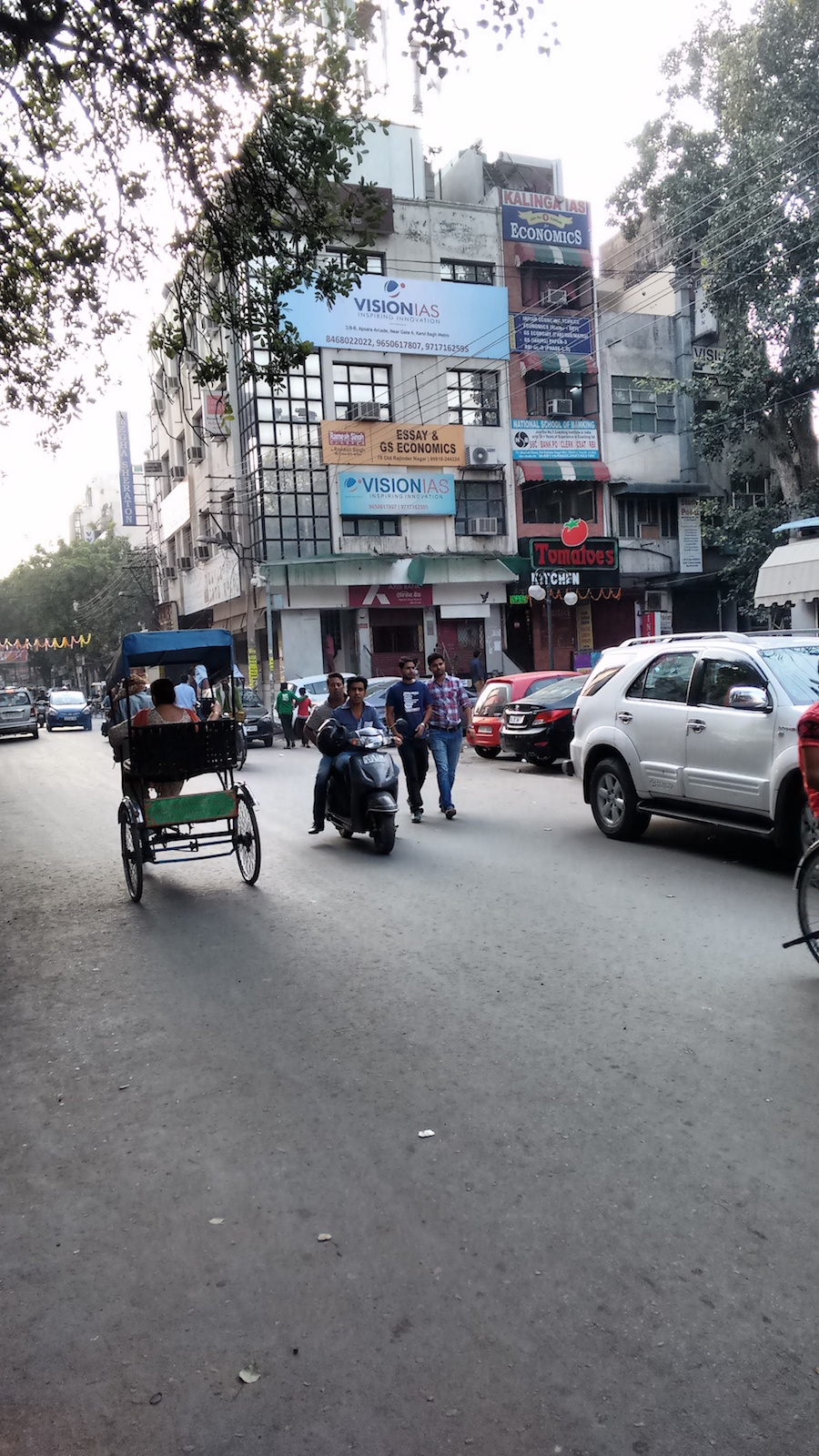
Rajendra Nagar, Delhi

Rajendra Nagar (a menudo escrito extraoficialmente como Rajender Nagar o Rajinder Nagar) es una colonia residencial en Delhi central, Delhi, India. El nombre proviene de Rajendra Prasad, el primer presidente de India. El área esta rodeado por el Bosque Protegido Central Ridge al este y al sur, IARI al oeste y Karol Bagh al norte. Es una circunscripción en la Asamblea Legislativa de Delhi. El actual Concejal de la Corporación Municipal de Delhi es S.Paramjeet Singh Rana del SAD-BJP. Raghav Chadha del Aam Admi Party (AAP) es el actual MLA de Rajendra Nagar.